# Sanica (Ključ, BiH)
Sanica je naseljeno mjesto u općini Ključ, Federacija Bosne i Hercegovine, BiH.

## Povijest
Do sredine 60-tih godina prošlog stoljeća postojala je samostalna općina Sanica, koja je, zatim, pripojena općini Ključ. Na popisu 1961. godine bivša općina Sanica imala je 8.517 stanovnika (Srbi - 4.402, Muslimani - 3.984, Hrvati - 101) raspoređenih u 13 naselja: Biljani Donji, Biljani Gornji, Budelj Gornji, Korjenovo, Međeđe Brdo, Mijačica, Pištanica, Prisjeka Donja, Prisjeka Gornja, Sanica, Sanica Donja, Sanica Gornja i Zavolje.

## Stanovništvo

### Popisi 1971. – 1991.
| Sanica             |                |                |                |
| godina popisa      | 1991.          | 1981.          | 1971.          |
| Muslimani          | 1.526 (68,09%) | 1.439 (63,87%) | 1.495 (70,71%) |
| Srbi               | 641 (28,60%)   | 542 (24,05%)   | 587 (27,76%)   |
| Hrvati             | 4 (0,17%)      | 4 (0,17%)      | 16 (0,75%)     |
| Jugoslaveni        | 50 (2,23%)     | 261 (11,58%)   | 2 (0,09%)      |
| ostali i nepoznato | 20 (0,89%)     | 7 (0,31%)      | 14 (0,66%)     |
| ukupno             | 2.241          | 2.253          | 2.114          |

### Popis 2013.
| Sanica             |                |
| godina popisa      | 2013.          |
| Bošnjaci           | 1.298 (97,08%) |
| Hrvati             | 5 (0,37%)      |
| Srbi               | 18 (1,35%)     |
| ostali i nepoznato | 16 (1,20%)     |
| ukupno             | 1.337          |